# Бэнкс, Шарлотта
Шарлотта Бэнкс (англ. Charlotte Bankes, род. 10 июня 1995 года) — британская сноубордистка, выступающая в сноуборд-кроссе, двукратная чемпионка мира, обладательница Кубка мира в зачёте сноуборд-кросса (2021/22). Участница Олимпийских игр 2014, 2018 и 2022 годов.

## Общая информация
В соревнованиях международного уровня Шарлотта выступает с 2010 года, в основном на Европейских этапах.
Она провела свою первую гонку на этапе Кубка мира в декабре 2013 года в Монтафоне, где она финишировала на девятом месте. На своём первом олимпийском турнире в 2014 году в Сочи она финишировала 17-й.
На последней гонке в сезоне Кубка мира 2014/15 в Ла Молине она одержала свою первую победу. В дальнейшем ещё трижды она побеждала на этапах Кубка мира.
На чемпионате мира 2017 года в составе команды Франции в бордкроссе завоевала серебряную медаль.
На зимних Олимпийских играх 2018 года в Пхенчхане она заняла седьмое место в сноуборд-кроссе. С сезона 2018/19 она начинает работать в британской команде и выступает под флагом этого государства.
На чемпионате мира по фристайлу и сноуборду 2019 года в Парк-Сити она завоевала серебряную медаль в сноуборд-кроссе.
Бэнкс стала чемпионкой Франции по сноуборд-кроссу в 2013, 2015 и 2018 годах.
На чемпионате мира 2021 года, который в дисциплине сноуборд-кросс проходил в шведском Идре, Шарлотта завоевала золотую медаль и стала чемпионкой мира.
На чемпионате мира 2023 года в Бакуриани выиграла золото в командном сноуборд-кроссе.

## Результаты на крупнейших соревнованиях

### Чемпионаты мира
| Чемпионат мира     | Сборная        | Сноуборд-кросс | Командный сноуборд-кросс |
| ------------------ | -------------- | -------------- | ------------------------ |
| 2015 Крайшберг     | Франция        | 8              | н/д                      |
| 2017 Сьерра-Невада | Франция        | 21             | 2                        |
| 2019 Парк-Сити     | Великобритания | 2              | —                        |
| 2021 Идре          | Великобритания | 1              | —                        |
| 2023 Бакуриани     | Великобритания | 17             | 1                        |
| 2025 Энгадин       | 2              |                |                          |

### Успехи на Кубке мира
| # | Date       | Place     | Discipline     | Rank |
| - | ---------- | --------- | -------------- | ---- |
| 1 | 21-03-2015 | Ла-Молина | Сноуборд-кросс | 1    |
| 2 | 25-03-2017 | Везонна   | Сноуборд-кросс | 1    |
| 3 | 27-01-2018 | Банско    | Сноуборд-кросс | 1    |